# Henrik Zimmermann
Henrik Zimmermann (* 1973 in Bad Kreuznach) ist ein Schweizer Schauspieler.
Von 1992 bis 1994 arbeitete er als Einzelhandelskaufmann in einem Plattenladen. Danach studierte er von 1996 bis 2000 an der Zürcher Hochschule der Künste Schauspiel. Er spielt außer in Film und Fernsehen auch am Theater.

## Filmografie

### Kino
- 2002: Küssen (Kurzfilm)
- 2005: Urlaub von Leben
- 2007: Morgen ist Freitag (Kurzfilm)
- 2007: Zwischen Fischen (Kurzfilm)
- 2007: Döner um Fünf (Kurzfilm)
- 2008: Champions
- 2008: Charmeur (Kurzfilm)

### Fernsehen
- 2006: Wahre Freunde
- 2007: Schloss Einstein
- 2007: In aller Freundschaft – Ganze Kerle
- 2008: Tag und Nacht
- 2010: Allein gegen die Zeit
- 2009: Die Käserei in Goldingen
- 2011: Liebe am Fjord – Das Meer der Frauen
- 2011: SOKO Wismar
- 2011: Unter Nachbarn
- 2011: Inspektor Barbarotti – Verachtung
- 2011: Gefangen (SOKO Leipzig)